# Vladimir Golubović
Pour les articles homonymes, voir Golubović.
Vladimir Golubović (en serbe : Владимир Голубовић), né le 24 février 1986, à Novi Sad, dans la République socialiste de Serbie, est un joueur serbo-monténégrin de basket-ball. Il évolue au poste de pivot.

## Biographie
En novembre 2013, il est nommé meilleur joueur de la 6e journée de la saison régulière de l'EuroCoupe avec une évaluation de 36 (22 points, 17 rebonds et 2 contres). Il est aussi nommé meilleur joueur de la 5e journée du Top 32 de la même compétition en février, avec une évaluation de 51 (28 points à 12 sur 15 au tir et 17 rebonds). Il est aussi MVP de la deuxième rencontre des huitièmes de finale avec une évaluation de 38 dans la victoire d'Ankara sur le Khimik Youjne. Golubović marque 23 points et prend 14 rebounds.
À l'été 2014, ses performances de la saison (où il est le meilleur pivot de l'EuroCoupe) attisent l'envie de plusieurs clubs comme le CAI Zaragoza et l'Unicaja Málaga avec lequel Golubović signe un contrat d'un an avec une autre année en option,.

## Palmarès
- Coupe de Slovénie 2009, 2010
- 3e du championnat d'Europe des 20 ans et moins 2005 avec la Serbie-et-Monténégro